# Jim Banks
James Banks, född 16 juli 1979 i Columbia City i Indiana, är en amerikansk republikansk politiker. Han är ledamot av USA:s senat från Indiana sedan januari 2025. Han representerade Indianas 3:e distrikt i USA:s representanthus sedan 2017 och representerade Indianas senat mellan 2010 och 2016.
Banks studerade vid Indiana University. Därefter var han verksam inom fastighetsbranschen och byggbranschen. Han var ledamot av Indianas senat 2010–2016, med en paus under militärtjänstgöring i Afghanistan från september 2014 till april 2015, innan han valdes till USA:s representanthus efter Marlin Stutzmans avgång.